# Endiandra dolichocarpa
Endiandra dolichocarpa S.K.Lee & Y.T.Wei – gatunek rośliny z rodziny wawrzynowatych (Lauraceae Juss.). Występuje naturalnie w południowych Chinach – w południowo-zachodniej części regionu autonomicznego Kuangsi. 

## Morfologia
PokrójDrzewo o nagich i szorstkich gałęziach.
LiścieMają podłużny kształt. Mierzą 13–25 cm długości oraz 5–7,5 cm szerokości. Są gruczołowate. Blaszka liściowa jest o krótko spiczastym wierzchołku.
OwoceMają cylindryczny kształt, o tępym wierzchołku, osiągają 8 cm długości i 2 cm szerokości, mają brązowoczarniawą barwę.
Gatunki podobneRoślina jest podobna do gatunku E. coriacea, lecz różni się od niego nagimi i szorstkimi gałęziami. ponadto wyróżnia się liśćmi i owocami.

## Biologia i ekologia
Rośnie w lasach. Owoce dojrzewają od sierpnia od września.